# Боцман
Бо́цман (нід. bootsman) — посада старшинського складу на кораблях та суднах. На великих кораблях, крім боцманів, є головний боцман, якому підлягають старшини, боцмани і матроси корабля.
Головний боцман є помічником командира в навчанні морської справи старшин та матросів, стежить за станом корпусу корабля і його чистотою, відповідає за справність і використання катерів та шлюпок.